# Botswaans nationaal referendum (2001)
Het Botswaans nationaal referendum van 2001 vond op 3 november plaats en handelde over acht verschillende regeringsvoorstellen met betrekking tot de hervorming van het rechtswezen. Alle acht regeringsvoorstellen werden aangenomen, maar de opkomst bedroeg slechts 4,9%.

## Uitslag

### Vraag 1
De eerste vraag handelde over de kwalificaties van kandidaten voor benoeming in het hooggerechtshof. Deze kwalificaties behelsden: 10 jaar werkzaamheid als advocaat, 10 jaar werkzaamheid als docent aan een universiteit of 5 jaar werkzaamheid als rechter.
| Keuze                             | Stemmen | %    |
| --------------------------------- | ------- | ---- |
| "Ja"                              | 16.038  | 74,2 |
| "Neen"                            | 5.574   | 25,8 |
| Ongeldige stemmen/ blanco stemmen | 985     | -    |
| Totaal                            | 22.597  | 100  |
| Geregistreerde kiezers/ opkomst   | 460.252 | 4,9  |
| Bron: AED                         |         |      |

### Vraag 2
De tweede vraag handelde over de kwalificaties van kandidaten voor benoeming in een gerechtshof. Deze kwalificaties behelsden: 10 jaar werkzaamheid als advocaat, 10 jaar werkzaamheid als docent aan een universiteit.
| Keuze                             | Stemmen | %    |
| --------------------------------- | ------- | ---- |
| "Ja"                              | 16.152  | 74,8 |
| "Neen"                            | 5.436   | 25,2 |
| Ongeldige stemmen/ blanco stemmen | 988     | -    |
| Totaal                            | 22.576  | 100  |
| Geregistreerde kiezers/ opkomst   | 460.252 | 4,9  |
| Bron: AED                         |         |      |

### Vraag 3
De derde vraag handelde over titelwijziging van rechters bij het hooggerechtshof van junior-rechter (Puisne Judge) naar rechter.
| Keuze                             | Stemmen | %    |
| --------------------------------- | ------- | ---- |
| "Ja"                              | 16.565  | 76,7 |
| "Neen"                            | 5.019   | 23,3 |
| Ongeldige stemmen/ blanco stemmen | 995     | -    |
| Totaal                            | 22.579  | 100  |
| Geregistreerde kiezers/ opkomst   | 460.252 | 4,9  |
| Bron: AED                         |         |      |

### Vraag 4
De vierde vraag handelde over de verhoging van de pensioenleeftijd van een rechters bij gerechtshoven en het hooggerechtshof van 65 naar 70 jaar.
| Keuze                             | Stemmen | %    |
| --------------------------------- | ------- | ---- |
| "Ja"                              | 11.751  | 53,9 |
| "Neen"                            | 10.037  | 46,1 |
| Ongeldige stemmen/ blanco stemmen | 789     | -    |
| Totaal                            | 22.577  | 100  |
| Geregistreerde kiezers/ opkomst   | 460.252 | 4,9  |
| Bron: AED                         |         |      |

### Vraag 5
De vijfde vraag handelde over de benoeming van leden van de Judicial Service Commission, of hun termijn na twee jaar zou mogen worden verlengd.
| Keuze                             | Stemmen | %    |
| --------------------------------- | ------- | ---- |
| "Ja"                              | 15.765  | 72,5 |
| "Neen"                            | 5.994   | 27,5 |
| Ongeldige stemmen/ blanco stemmen | 802     | -    |
| Totaal                            | 22.561  | 100  |
| Geregistreerde kiezers/ opkomst   | 460.252 | 4,9  |
| Bron: AED                         |         |      |

### Vraag 6
De zesde vraag handelde over de Judicial Service Commission, of bij het staken van de stemmen binnen de commissie de stem van de voorzitter doorslaggevend zou moeten zijn.
| Keuze                             | Stemmen | %    |
| --------------------------------- | ------- | ---- |
| "Ja"                              | 15.833  | 72,7 |
| "Neen"                            | 5.951   | 27,3 |
| Ongeldige stemmen/ blanco stemmen | 789     | -    |
| Totaal                            | 22.573  | 100  |
| Geregistreerde kiezers/ opkomst   | 460.252 | 4,9  |
| Bron: AED                         |         |      |

### Vraag 7
De zevende vraag handelde over het Industrial Court, namelijk of dat instituut moest worden gekwalificeerd als superior court of record.
| Keuze                             | Stemmen | %    |
| --------------------------------- | ------- | ---- |
| "Ja"                              | 16.216  | 74,5 |
| "Neen"                            | 5.549   | 25,5 |
| Ongeldige stemmen/ blanco stemmen | 792     | -    |
| Totaal                            | 22.557  | 100  |
| Geregistreerde kiezers/ opkomst   | 460.252 | 4,9  |
| Bron: AED                         |         |      |

### Vraag 8
De achtste vraag handelde over de voorzitter van het hooggerechtshof (Chief Justice) of hij de macht moet hebben een adviescommissie in te stellen om hem te adviseren m.b.t. het herzien van wetten en procedures aangaande het hooggerechtshof.
| Keuze                             | Stemmen | %    |
| --------------------------------- | ------- | ---- |
| "Ja"                              | 16.584  | 76,9 |
| "Neen"                            | 4.895   | 23,1 |
| Ongeldige stemmen/ blanco stemmen | 1.023   | -    |
| Totaal                            | 22.592  | 100  |
| Geregistreerde kiezers/ opkomst   | 460.252 | 4,9  |
| Bron: AED                         |         |      |

Algemene en regionale verkiezingen: 1965 · 1969 · 1974 · 1979 · 1984 · 1989 · 1994 · 1999 · 2004 · 2009 · 2014 · 2019 ·  2024

Referenda: 1987 · 1997 · 2001